# Gora Sharonova
Gora Sharonova är ett berg i Antarktis. Det ligger i Östantarktis. Australien gör anspråk på området. Toppen på Gora Sharonova är 1 342 meter över havet.
Terrängen runt Gora Sharonova är huvudsakligen platt, men söderut är den kuperad. Trakten är obefolkad. Det finns inga samhällen i närheten.